# Nathan Outteridge
Nathan Outteridge, né le 28 janvier 1986 à Newcastle (Nouvelle-Galles du Sud), est un skipper australien. En 2012, il a remporté le titre olympique en 49er. 
Parallèlement à la voile olympique, il participe aux America's Cup World Series de 2010 à 2012 avec Team Korea avant de rejoindre Artemis Racing en septembre 2012. Avec Loïck Peyron, il devient un des barreurs du défi suédois skippé par le Britannique Iain Percy et participe à la coupe Louis-Vuitton 2013. 

## Palmarès
- Championnats du monde :
  - 2007 - Cascais,  3e, 49er (avec Ben Austin)
  - 2008 - Melbourne,  1er, 49er (avec Ben Austin)
  - 2009 - Riva del Garda,  1er, 49er (avec Iain Jensen)
  - 2013 – Marseille, 5e, 49er (avec Iain Jensen)[2]
- Jeux olympiques : 
  - 2012  Médaille d'or en 49er avec Iain Jensen
  - 2016  Médaille d'argent en 49er avec Iain Jensen